# Krajowa Rada Spółdzielcza
Krajowa Rada Spółdzielcza – naczelny organ samorządu spółdzielczego, do którego należy reprezentowanie polskiego ruchu spółdzielczego w kraju i za granicą, inicjowanie i opiniowanie aktów prawnych dotyczących spółdzielczości i mających dla niej istotne znaczenie czy inicjowanie i rozwijanie współpracy międzyspółdzielczej i szerzenie idei spółdzielczego współdziałania. Jest to zrzeszenie publicznoprawne działające na podstawie ustawy Prawo Spółdzielcze z dnia 16 września 1982 r. (Dz.U. z 2024 r. poz. 593) oraz statutu (uchwała I Kongresu Spółdzielczości z dnia 30 maja 1995 r. – M.P. z 1996 r. nr 7, poz. 86).
Jest członkiem Międzynarodowego Związku Spółdzielczego (International Co-operative Alliance – ICA).
Rada przyznaje odznaczenia dla aktywistów i liderów ruchu spółdzielczego tj.: odznakę „Zasłużony Działacz Ruchu Spółdzielczego” i odznakę „Za Zasługi dla Spółdzielczości”. Prezesem zarządu Krajowej Rady Spółdzielczej jest dr inż. Mieczysław Grodzki. Przewodniczącym Zgromadzenia Ogólnego Krajowej Rady Spółdzielczej jest dr Jerzy Jankowski.
KRS ma swoją siedzibę w Domu Pod Orłami przy ulicy Jasnej 1 w Warszawie. Znajdują się tutaj również Biblioteka KRS oraz Muzeum Historii Spółdzielczości w Polsce.

## Organy Krajowej Rady Spółdzielczej
- Kongres Spółdzielczości
- Zgromadzenie Ogólne
- Zarząd
- Komisja Rewizyjna

## Monitor Spółdzielczy
Monitor Spółdzielczy powołany został do życia uchwałą Centralnego Związku Spółdzielczego z dnia 13 maja 1948 r. jako organ urzędowy Związku. Pierwsze wydanie nastąpiło w dniu 20 czerwca 1948 r.
Monitor Spółdzielczy (pierwotnie dwutygodnik, obecnie dwumiesięcznik) jest publikatorem Krajowej Rady Spółdzielczej zawierającym jej uchwały, komunikaty, informacje i wykładnie prawne oraz ogłoszenia rejestrowe spółdzielni. Umożliwia zapoznanie się z orzecznictwem sądów w sprawach o tematyce spółdzielczej. Zamieszczane są też wykazy aktów prawnych regulujących działalność spółdzielni różnych branż.